# Chionaema basialba
Chionaema basialba är en fjärilsart som beskrevs av Rothschild 1913. Chionaema basialba ingår i släktet Chionaema och familjen björnspinnare. Inga underarter finns listade i Catalogue of Life.